# The Crazies
The Crazies (bra: A Epidemia; prt: The Crazies - Desconfia dos Teus Vizinhos) é um filme emirático-americano de 2010, dos gêneros terror e ficção científica, dirigido por Breck Eisner, com roteiro de Scott Kosar e Wright Ray adaptado do filme de 1973, de George A. Romero.

## Enredo
Um acidente aéreo espalha uma arma biológica numa pequena cidade do Iowa, transformando os moradores em zumbis e obrigando o exército a tomar providências drásticas.

## Elenco
- Timothy Olyphant ..... David
- Radha Mitchell ..... Judy
- Joe Anderson ..... Russell
- Danielle Panabaker ..... Becca
- Christie Lynn Smith ..... Deardra Farnum
- Brett Rickaby ..... Bill Farnum
- Preston Bailey ..... Nicholas
- John Aylward ..... prefeito Hobbs
- Joe Reegan ..... soldado Billy Babcock
- Glenn Morshower ..... agente da CIA
- Larry Cedar ..... Ben Sandborn
- Gregory Sporleder ..... Travis Quinn
- Mike Hickman ..... Rory Hamill
- Lisa K. Wyatt ..... Peggy Hamill
- Justin Welborn ..... Curt Hammil
- Chet Grissom ..... Kevin Miller
- Tahmus Rounds ..... Nathan
- Brett Wagner ..... Jesse
- Alex Van ..... Red
- Anthony Winters ..... o pastor
- Frank Hoyt Taylor ..... Charles Finley
- Justin Miles ..... Scotty McGregor
- Marian Green ..... Mrs. McGregor
- E. Roger Mitchell ..... Tom
- Bruce Aune ..... âncora da TV